# Très-Saint-Rédempteur
Très-Saint-Rédempteur är en kommun i provinsen Québec i Kanada, vars huvudort är byn Saint-Rédempteur. Den ligger i regionen Montérégie, i den sydöstra delen av landet, 100 km öster om huvudstaden Ottawa. Antalet invånare var 978 vid folkräkningen 2021.